# لئوناردو کوئیار
لئوناردو کوئیار (اسپانیایی: Leonardo Cuéllar‎؛ زادهٔ ۱۴ ژانویهٔ ۱۹۵۴) بازیکن سابق و مربی فوتبال اهل مکزیک است.
از باشگاه‌هایی که در آن بازی کرده‌است می‌توان به باشگاه فوتبال اونیورسیداد ناسیونال اشاره کرد.
وی همچنین در تیم ملی فوتبال مکزیک بازی کرده‌است.